# Chuột chù Crosse
Chuột chù Crosse, tên khoa học Crocidura crossei, là một loài động vật có vú trong họ Chuột chù, bộ Soricomorpha. Loài này được Thomas mô tả năm 1895. Chúng được tìm thấy ở Bénin, Cameroon, Bờ Biển Ngà, Ghana, Guinea, Liberia, Nigeria, Sierra Leone, và Togo.